# Гә
Гә – dwuznak cyrylicy wykorzystywany w zapisie języka abchaskiego. Oznacza dźwięk [ɡʷ], czyli labializowaną spółgłoskę zwartą miękkopodniebienną dźwięczną.

## Kodowanie
| Forma     | Wygląd | Części składowe | Części składowe |
| --------- | ------ | --------------- | --------------- |
| majuskuła | Гә     | U+0413 Г        | U+04D9 ә        |
| minuskuła | гә     | U+0433 г        | U+04D9 ә        |